# Ministério da Agricultura e Florestas
| Ministério da Agricultura e Florestas                         |                                  |
| Edifício B, 2º Andar, Direito, Luanda, LU www.minagrif.gov.ao |                                  |
| Criação                                                       | 12 de novembro de 1975 (49 anos) |
| Atual ministro                                                | Isaac Maria dos Anjos            |

O Ministério da Agricultura e Florestas (MINAGRIF) é um órgão do Governo da República de Angola que, em sua estrutura administrativa, cuida da formulação e implementação das políticas para o desenvolvimento da agricultura e atividades associadas como a silvicultura, a pecuária, a alimentação e o desenvolvimento rural, integrando os aspectos de mercados tecnológicos, organizacionais e ambientais, para o atendimento dos consumidores do país e do exterior, promovendo segurança alimentar. Sua autoridade superior é o Ministro da Agricultura e Florestas.

## Histórico
As raízes do ministério estão no Acordo do Alvor, que estabeleceu o Conselho Presidencial do Governo de Transição, Foi criada a pasta do Ministério da Agricultura em 15 de janeiro de 1975, liderada pelo ministro Mateus Neto da Frente Nacional de Libertação de Angola (FNLA). Em agosto do mesmo ano as funções foram suspensas.
Entre 1975 e 1976 foi a "Secretaria de Estado da Agricultura " e de 1976 a 1991 conservou o nome de "Ministério da Agricultura". Após esta data a pasta mudou várias vezes de nome, conservando, entre 1991 e 2016, a denominação de "Ministério da Agricultura e Desenvolvimento Rural", entre 2017 e 2020 "Ministério da Agricultura e Florestas", entre "2020 e 2022 "Ministério da Agricultura e Pescas" e novamente "Ministério da Agricultura e Florestas" a partir de 2022.[carece de fontes?]

### Lista de ministros
| Ministro                          | Início | Fim      |
| --------------------------------- | ------ | -------- |
| Carlos António Fernandes          | 1975   | 1978     |
| Manuel Pedro Pacavira             | 1978   | 1981     |
| Artur Vidal Gomes "Kumbi Diezabu" | 1981   | 1983     |
| Evaristo Domingos Kimba           | 1983   | 1987     |
| Fernando Faustino Muteka          | 1987   | 1991     |
| Isaac Maria dos Anjos             | 1990   | 1997     |
| Carlos António Fernandes          | 1997   | 1999     |
| Gilberto Buta Lutucuta            | 1999   | 2007     |
| Afonso Pedro Canga                | 2007   | 2016     |
| Marcos Alexandre Nhunga           | 2016   | 2019     |
| António Francisco de Assis        | 2019   | 2024     |
| Isaac Maria dos Anjos             | 2024   | presente |

## Infraestrutura de pesquisa
O MINAGRIF mantém duas relevantes instituições vocacionadas somente à pesquisa e extensão instaladas na cidade do Huambo, a saber: Instituto de Investigação Veterinária (IIV) e Instituto de Investigação Agronómica (IIA).